# Olívio Dutra
Pour les articles homonymes, voir Dutra.
Olívio Dutra (né le 10 juin 1941 à Bossoroca, Rio Grande do Sul, Brésil - ) est un homme politique brésilien, ayant pour base politique l'État du Rio Grande do Sul (RS), le plus méridional des États du Brésil. Il a été maire de Porto Alegre, à deux reprises, et gouverneur du Rio Grande do Sul. En 2003 il a été nommé ministre de la ville dans le gouvernement du Président Lula.

## Biographie
Olívio Dutra est un membre fondateur du Partido dos Trabalhadores et du syndicat CUT.
Il est né à Bossoroca (RS), le 10 juin 1941. Il a commencé sa carrière politique en militant dans le Syndicat des Employés de banques de Porto Alegre, pour lequel il a été élu président en 1975. Fonctionnaire de la Banrisul (Banque de l'État du do Rio Grande do Sul) depuis 1961, il dirigea la grève des travailleurs de l'État en septembre 1979, ce qui lui valut un emprisonnement et la perte de son mandat syndical.
Après avoir participé à la création du PT, il fut président de la section du Rio Grande do Sul de 1980 à 1986, jusqu'à ce qu'il devienne président national du parti. En 1982, il se présenta à l'élection du poste de gouverneur du Rio Grande do Sul, mais il fut battu, obtenant à peine 50 713 voix.
En 1988, il devint un des premiers maires de capitale du PT en se faisant élire à la mairie de Porto Alegre, lançant la succession de quatre mandats successifs du parti à la tête de la cité, interrompus par l'élection de José Fogaça (PPS), en 2004. La plus grande réalisation de sa gestion fut l'implantation du Budget participatif, politique maintenue jusqu'à ce jour par la mairie.
En 1994, il tenta pour la seconde fois de se faire élire gouverneur, mais il perd face face à Antônio Britto (en) avec seulement 45 % des voix. En 1998, il donne le change à Britto en se faisant élire avec 50,8 % des voix.
Em 2002, cependant, il perd les primaires au profit de Tarso Genro qui sera présenté au poste de Gouverneur. Ce dernier sera battu par Germano Rigotto (PMDB).
En 2003, Olivo Dutra est nommé par le Président Luiz Inácio Lula da Silva pour occuper le tout récemment créé ministère de la Ville. Il se dit que le Président, ami de longue date du gaúcho, aurait créé la charge seulement pour accommoder Dutra sur l'esplanade des ministères.
Il fut remplacé au ministère par Marcio Fortes, pour accommoder le PP de l'ancien président de la Chambre des Députés, Severino Cavalcanti.
Olivo Dutra se présente aux primaires du PT pour la candidature au poste de Gouverneur du Rio Grande do Sul pour les élections d'octobre 2006.
| Précédent Alceu Collares      | Maire de Porto Alegre 1989 — 1992           | Suivant Tarso Genro     |
| Précédent Antônio Britto (en) | Gouverneur du Rio Grande do Sul 1999 — 2002 | Suivant Germano Rigotto |